# Sachsendorf (Lindendorf)
Sachsendorf ist ein Ort im Landkreis Märkisch-Oderland in Brandenburg und gehört seit dem 26. Oktober 2003 zur Gemeinde Lindendorf. Zusammengeschlossen mit weiteren Gemeinden werden die Amtsgeschäfte durch das Amt Seelow-Land getätigt.
Der Ortsteil Sachsendorf liegt im Oderbruch nordöstlich von Dolgelin an der Straße nach Rathstock, einem Ortsteil der Gemeinde Alt Tucheband. Die Ortsfläche beträgt 1465 ha, einschließlich des kleinen Weilers Werder.

## Geschichte
Sachsendorf wurde erstmals 1365 als Sassendorf erwähnt. Hier befand sich ein Rittergut, an das nur noch der Gutspark erinnert. In den 1860er Jahren entstand im Ort eine Zuckerfabrik. In der Endphase des Zweiten Weltkriegs wurde Sachsendorf zu 90 % zerstört.
Nach dem Ende des Zweiten Weltkrieges wurden 1946 über 50 Familien von Dobrudschadeutschen aus Rumänien in Werder angesiedelt.

### Einwohnerentwicklung
| Jahr          | 1875 | 1890 | 1910 | 1925 | 1933 | 1946 | 1993 | 2000 | 2006 |
| Einwohnerzahl | 1402 | 1103 | 869  | 1051 | 840  | 827  | 495  | 560  | 522  |

## Kultur und Sehenswürdigkeiten

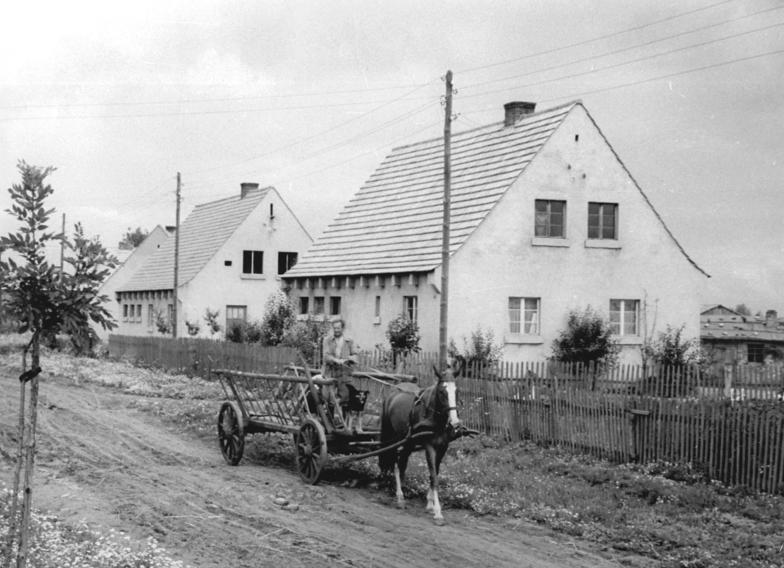
Häuser in Sachsendorf 1955

In der Liste der Baudenkmale in Lindendorf stehen die in der Denkmalliste des Landes Brandenburg eingetragenen
Baudenkmale aller Ortsteile.

### Bauwerke
Die Dorfkirche in Sachsendorf ist Baudenkmal der brandenburgischen Landesdenkmalliste. Die Ortskirche stammt aus dem Mittelalter und ist ein Backsteinbau auf einem Feldsteinsockel. Sie musste nach 1945 von Grund auf neu errichtet werden.

Sachsendorfer Kirche
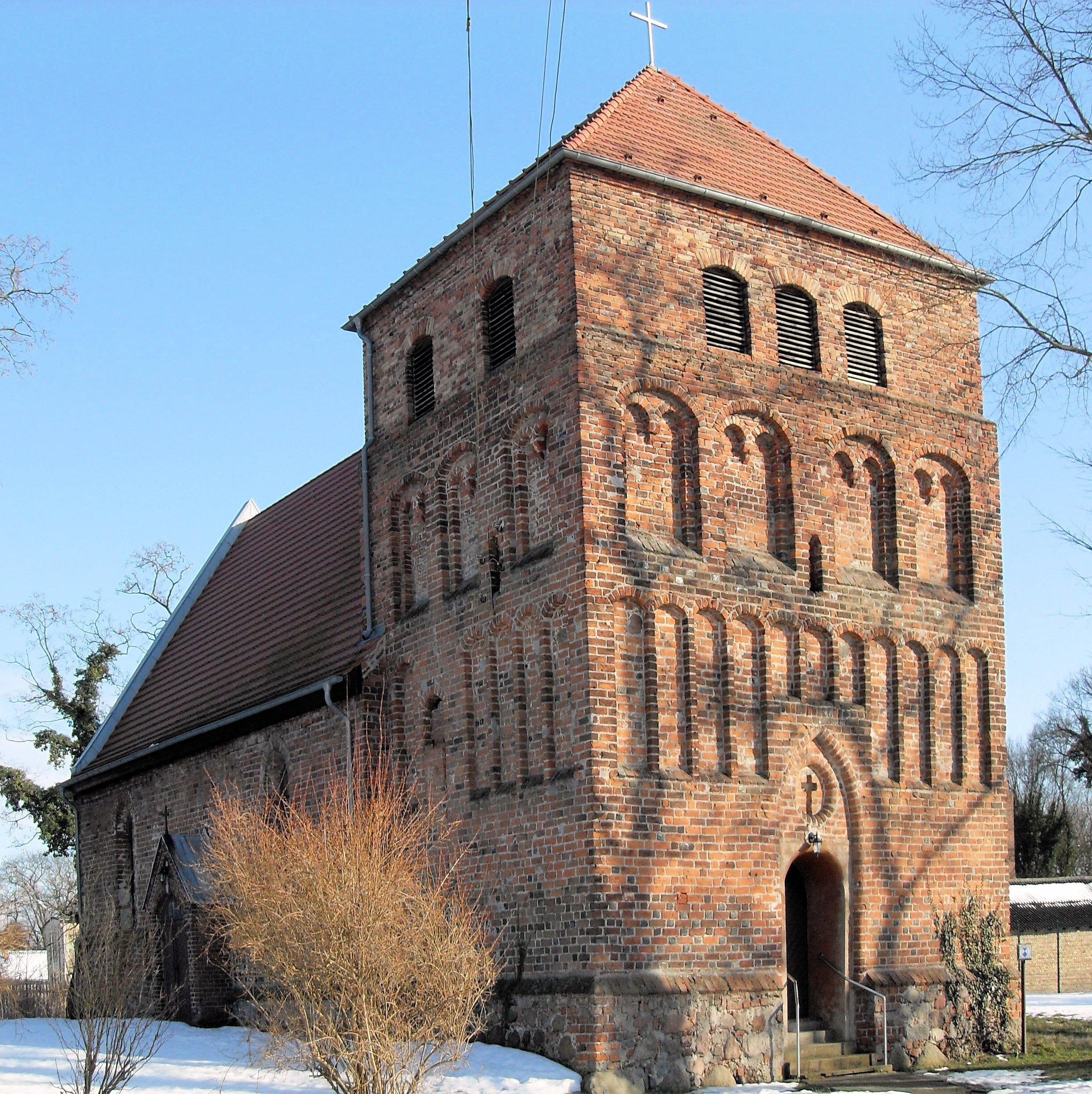
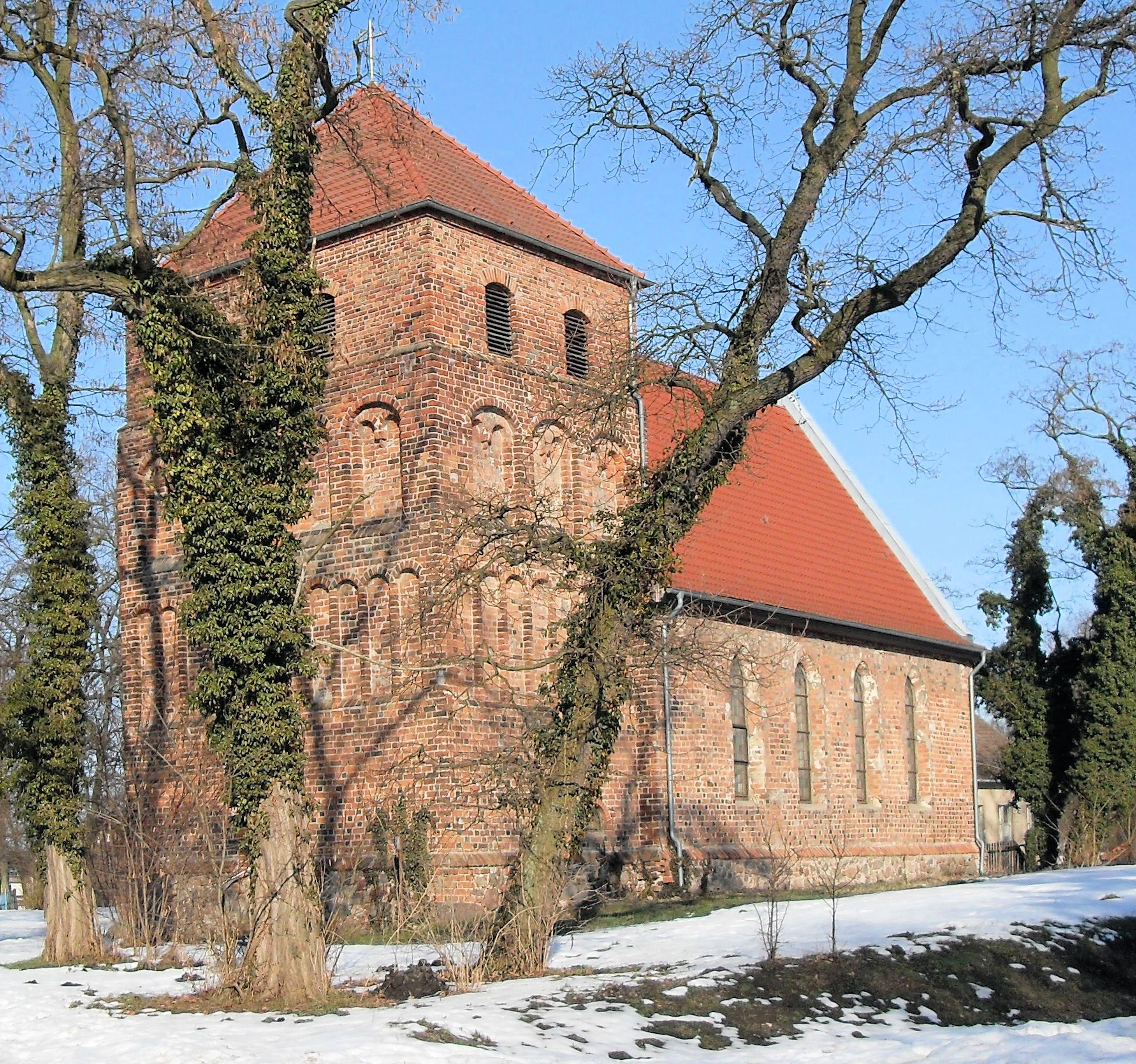

### Gedenkstätten
Das Denkmal für die Opfer des Ortes im Zweiten Weltkrieg enthält 75 Namen Gefallener und die Namen von 24 Bewohnern des Ortes.

## Bildung
Im Ort gab es die Kita „Haus der Fröhlichen Kinder“.